# Alțâna
Alțâna es una comuna ubicada en el distrito de Sibiu, Rumania.

## Superficie
Posee una superficie de 80,19 kilómetros cuadrados.

## Demografía
Hasta 2021 la población era de 1533 habitantes, con una densidad de población de 19,12 habitantes por kilómetro cuadrado.